# CoreOS
CoreOS je již nepodporovaný „lehkotonážní“ open-source operační systém s ukončeným vývojem, který byl založený na linuxovém jádře a navržený pro infrastrukturní systémy v clusterovém prostředí, se zaměřením na automatizaci, snadné nasazování aplikací, bezpečnost, spolehlivost a škálovatelnost. Jako operační systém poskytoval CoreOS jen minimální funkcionalitu potřebnou pro nasazování aplikací v kontejnerech, společně se zabudovanými mechanismy pro objevování služeb a sdílení konfigurace.
CoreOS byl forkem systému Gentoo Linux, Chrome OS ve smyslu jeho vývojového balíku (SDK) volně dostupného prostřednictvím Chromium OS jakožto základu systému. Ten byl následně přizpůsoben pro podporu hardwaru používaného v serverech a byly přidány další funkcionality. Systém byl aktivně vyvíjen, na vývoji se podíleli především Alex Polvi, Brandon Philips a Michael Marineau, k dispozici byla i stabilní verze obsahující klíčové funkce systému.
Poté, co byl CoreOS dne 30. ledna 2018 odkoupen společností Red Hat , vývojový tým CoreOS oznámil ukončení podpory Container Linuxu dne 26. května 2020 a jako jeho náhradu uživatelům doporučil operační systémy Fedora CoreOS nebo Red Hat Enterprise Linux CoreOSna kterých potom pokračoval vývoj.  